# Sisselbo
Sisselbo är en by i Huddunge socken, Heby kommun.
Sisselbo omtalas i dokument första gången 1492 ("i Cecilläbode") då Bengt i Sisselbo var nämndeman vid Torstuna häradsrätt. Från 1538 upptas Sisselbo i jordeboken som ett skattehemman om ett mantal, med utjord i samma by, från 1542 inkluderas utjorde i hemmanet. Den ursprungliga byplatsen fanns vid den nuvarande Erk-Ersgården. Redan på storskifteskartan från 1775 hade en gård flyttats ut till platsen för nuvarande Ol-Ers (även kallat Bulten), och före laga skiftet 1865 flyttades gården Jan-Ers ut. Förleden i bynamnet är kvinnonamnet Cecilia.
Bland bebyggelser på ägorna märks torpet Ekströms, tidigare kallat Sotrönningen eller Eriksberg, dokumenterat första gången 1802, nu rivet men fanns ännu 1960 kvar. Kolarlugnet är en bebyggelse från 1900-talet. Sjudarestugan, tidigare kallat Sörhagen är platsen för ett försvunnet torp. Under 1800-talet fanns här torpet för en salpetersjudare. En godtemplarlokal har senare uppförts på tomten.